# Gunhild de Danemark
Pour les articles homonymes, voir Gunhild.
Gunhild, également Cunégonde, née vers 1020 et morte le 18 juillet 1038 en Italie, est une princesse danoise de la maison de Jelling. Elle fut reine de Germanie de 1036 jusqu'à sa mort en vertu de son mariage avec Henri III, roi des Romains et futur empereur.

## Biographie
Gunhild ou Gunnhildr est la fille de Knut le Grand († 1035), roi de Danemark, et de sa seconde épouse la princesse Emma († 1052), fille du roi Richard Ier de Normandie. Son père avait réussi à conquérir le royaume d'Angleterre en 1016 ; sa femme Emma était la veuve du roi Æthelred le Malavisé. De ce fait, Gunhild est la demi-sœur d'Édouard le Confesseur et d'Alfred Ætheling.
En 1025 déjà, son père la fiance au jeune Henri dans le cadre de ses négociations avec Conrad II le Salique, roi de Francie orientale (la « Germanie »), visant à la délimitation définitive de la frontière danoise le long du fleuve Eider. Le 26 mars 1027, Knut était présent au couronnement impérial de Conrad à Rome. Peu après, Henri III a été élevé au rang de coseigneur en tant que roi des Romains. Dans l'intervalle, l'empereur désirait une fille de l'empereur byzantin pour sa belle-fille, mais ces plans échouèrent.
Finalement, les fiançailles de Gunhild et Henri sont célébrées le jour de la Pentecôte de l'an 1035 à la diète de Bamberg en Franconie, et leur mariage l'année suivante à Nimègue en Basse-Lotharingie. Gunhild est sacrée reine le 29 juin 1036 par l'archevêque Pilgrim de Cologne. Elle adopte à cette occasion le nom allemand de Kunigunde (Cunégonde). Elle célébra la fête de Noël à Ratisbonne en Bavière avec son mari et sa belle-mère Gisèle de Souabe.
La reine Gunhild meurt en 1038, victime d'une épidémie (probablement le paludisme) ayant frappé l'armée impériale de retour d'Italie. Sa dépouille mortelle fut transférée à travers les Alpes et est inhumée à l'abbaye bénédictine de Limburg dans la forêt palatine. Son mariage avec Henri n'a donné naissance qu'à un seul enfant, Béatrice († 1061), qui devient abbesse de Gandersheim et de Quedlinbourg en Saxe.